# Азизов, Якуб Азизович
Яку́б Ази́зович Ази́зов (крымскотат. Yaqub Aziz oğlu Azizov, Якъуб Азиз огълу Азизов, 1898, Ташлы-Даир, Перекопский уезд, Таврческая губерния — 17 апреля 1938, Симферополь, Крымская АССР) — крымскотатарский учёный-языковед, театровед и педагог.

## Биография
В 1926 году окончил Университет трудящихся Востока, после чего заведовал Татарским педагогическим техникумом, с 1928 года — преподаватель факультета крымскотатарского языка и литературы, доцент кафедры диалектического материализма Крымского педагогического института им. М. В. Фрунзе. Участник движения за переход крымскотатарского языка на латиницу, выступал со статьями и театральными рецензиями. На 2-й Крымской языковедческой конференции выступил с докладом об арабских и персидских заимствованиях в крымскотатарском языке.
В 1934 году переехал в Казань, где работал секретарем комитета Яналифа при ЦИК Татарстана, заместителем директора НИИ языка и литературы.
28 июня 1937 года арестован и обвинён в пантюркизме и контрреволюционной деятельности. 17 апреля 1938 года выездной сессией Военной коллегии Верховного суда СССР, приговорен к высшей мере наказания и в тот же день расстрелян. Реабилитирован посмертно в 1959 году.